# ティアン・デクラーク
ティアン・デクラーク（Tiaan de Klerk、2001年6月12日 - ）は、セリエAエリートモリアーノ・ラグビーに所属するラグビーユニオン選手。

## プロフィール
- ナミビア出身[1]。
- ポジションはロック(LO)。
- 身長 204cm、体重 108kg
- ナミビア代表キャップは1（2025年2月現在）でラグビーワールドカップ2023のナミビア代表に選ばれた[2]。

## 略歴
ブルー・ブルズを経て、2022年、モリアーノに加入。